# Скала за оценка на инвалидния статус
Скалата за оценка на инвалидния статус на Курцке (СОИС) е метод за окачествяване на настъпващата инвалидизация при множествена склероза. СОИС оценява увреждането на осем функционални системи (ФС) и позволява на невролозите да определят нивото им на функционалност.

## Функционална система
Курцке отределя функционалните системи както следва:
- пирамидална;
- малък мозък;
- стволова;
- сетивна;
- черва и пикочен мехур;
- зрение;
- церабрална;
- други.

## Резултати и клинично значение
СОИС точките от 1.0 до 4.5 се отнасят до напълно подвижни пациенти. Точки от 5.0 до 9.5 се определят като пациенти с увредено придвижване.
- 0.0: Нормални неврологични резултати.
- 1.0: Без инвалидизация, минимални признаци при 1 ФС.
- 1.5: Без инвалидизация, минимални признаци при 2 от 7 ФС.
- 2.0: Минимална инвалидизация при 1 от 7 ФС.
- 2.5: Минимална инвалидизация при 2 ФС.
- 3.0: Умерена инвалидизация при 1 ФС или слаба инвалидизация при 3 – 4 ФС, напълно подвижен;
- 3.5: Напълно подвижен, но с умерена инвалидизация при 1 ФС и слаба инвалидизация при 1 или 2 ФС; или умерена инвалидизация при 2 ФС; или слаба инвалидизация при 5 ФС.
- 4.0: Напълно подвижен без чужда помощ, нележащ за поне 12 часа на ден, въпреки относително силната инвалидизация.
- 4.5: Напълно подвижен без чужда помощ, нележащ през голяма част от деня, способен да работи на пълен работен ден, може да има някои ограничения от пълна функционалност или има нужда от минимална помощ. Сравнително силна инвалидизация. Способен да ходи 300 метра без чужда помощ.
- 5.0: Подвижен без чужда помощ за 200 метра. Инвалидизацията понижава целодневна дейност.
- 5.5: Подвижен за 100 метра, инвалидизацията не позволява целодневна дейност.
- 6.0: Периодична или константна едностранна нужда от помощ (бастун, патерица или скоба) за изминаване на 100 метра със или без почивка.
- 6.5: Нужда от константна двустранна подкрепа (бастун, патерица или скоба) за изминаването на 20 метра без почивка.
- 7.0: Неспособност за придвижване на повече от 5 метра даже с подкрепа, нужда от инвалидна количка, с която се придвижва сам; активност в количката около 12 часа на ден.
- 7.5: Неспособност за направа на повече от няколко стъпки, задължителна употреба на инвалидна количка, за придвижването с която може да е необходима чужда помощ; самостоятелно придвижване с моторизирана количка за целодневна активност.
- 8.0: Ограничен до легло, стол или инвалидна количка, но може да прекарва деня извън леглото през по-голямата му част; запазена способност да се обслужва, ефективна употреба на ръцете.
- 8.5: Прикован към легло през по-голяма част от деня, частично ефективна употреба на ръце, със запазени частична способност да се обслужва.
- 9.0: Безпомощен лежащо болен, може да комуникира и да се храни.
- 9.5: Не може да комуникира ефективно, запазена способност да се храни и преглъща.
- 10.0: Смърт вследствие на множествена склероза.